# Simon de Langres
Simon de Langres, de Bourgogne,  mort  le  7 juin 1384 à Nantes, est un prélat français du XIVe siècle.

## Biographie
Simon de Langres, docteur en théologie,  est dominicain et  maître de son ordre.  Simon  de Langres est nommé  nonce apostolique en France en 1360  et en Hongrie  en 1363.
Il  est fait évêque de Nantes en 1366 et permute le 20 octobre 1382  avec Jean de Montrelais, évêque de Vannes. Toutefois ses infirmités ne lui permettant pas de rejoindre son nouveau diocèse le légat pontifical Tommaso Ammanati obtient de Simon le 23 janvier 1383 une cession régulière et le remplace par Henri le Barbu conseiller puis chancelier du duc Jean IV de Bretagne